# Brother and Brother
Pour les articles homonymes, voir Brother.
Brother & Brother est une série française, créée sur le web en janvier 2005 par Jean-Michel HUA, et qui fut la première websérie à être adaptée à la télévision sur Canal+ à partir du 10 septembre 2006.  En juin 2016, le groupe se reforme en lançant une série de teasers annonçant la reprise de la série pour septembre 2016.  Cette nouvelle saison sera consacrée à l'émergence de la génération Y dans le monde de l'entreprise. 

## Synopsis
Cette série satirique parodie l'univers des multinationales (Brother & Brother a son siège au 118e étage d'un bâtiment) au travers de M. le Directeur, Amandine, Mérieux et Maillard. Les quatre employés parlent avec un ton grinçant de sujets tels que le « business éthique » (le développement durable), les quotas de handicapés, la place des femmes dans l'entreprise, le racisme...

## Distribution
Les Brother & Brother sont : Juliette Cousin, Charlotte Creyx, Jean-Michel Hua, Vincent Passa et Ghislain Pironneau

## Épisodes
1. Abre los ojos
2. Un nouveau départ
3. Handicap (avec Clara Morgane)
4. Corporate Message

## Commentaires
Au début, Jean-Michel Hua enregistrait ses sketches le samedi, avec trois de ses amis, dans sa cave avec pour seul éclairage une lampe de chevet. L'originalité de ce programme, au-delà d'une écriture visuelle très neuve pour un format court télévisuel, tient, d'une part, à ce que trois des quatre comédiens sont eux-mêmes issus du monde des grandes entreprises financières et du conseil stratégique, et, d'autre part, au fait que B&B est, au moins en France, la première série du Web à passer à la télévision.
Dans un premier temps, les épisodes furent diffusés gratuitement sur le site internet de l'équipe. Après une rencontre avec Canal+ et l'équipe de Terence Films, la série monte en gamme et est programmée le samedi sur Canal+ en clair à 13 h 40. Les épisodes ont été réenregistrés dans de nouveaux décors, fidèles à l'esprit minimaliste de la version internet, mais les textes sont restés quasiment intacts.
Depuis le 22 novembre 2007, les Brother & Brother lancent sur le site de canal + une nouvelle série parodiant 24 heures Chrono. L'idée est qu'un épisode de 24 heures ne dure pas une heure mais seulement 40 minutes. C'est donc 20 minutes de la vie de Jack Bauer qui disparaissent à chaque épisode, soit au total 8 heures. 8 Heures Cono était né. Le groupe initialement de quatre s'élargit à six pour former « les Brother & Brother » ou les B&B's
En septembre 2008, les B&B's enchaînent leur troisième saison sur Canal+ avec une nouvelle série parodiant la relation des Français avec leurs services publics. La série met aux prises des usages avec 5 fonctionnaires, tous plus délirants les uns que les autres: Célimène l'Antillaise, Brigitte la bigleuse, Chantal la frigide, Maryline la « gentille » et Ken, le fonctionnaire branché. Sévices Publics est diffusé tous les samedis, en clair, à 13h45.